# Djenné-Djeno
Le site culturel fossile de Djenné-Djeno, est situé à 3 km au sud-est de la ville actuelle de Djenné dont il est le site originel. Situé dans le delta intérieur du Niger au cœur du Mali, il figure parmi les plus vieilles cités d’Afrique de l’Ouest (fondée vers 250 avant notre ère). Sa population atteignit 10 000 habitants environ vers l’an 800. Le mur de la cité, fait de briques cylindriques façonnées à la main, a été construit à cette même date avec une largeur estimée à 3,70 m. À l'intérieur de ses deux kilomètres de circonférence furent bâties des maisons rondes ou rectangulaires, à partir de la boue du fleuve ou en jonc tressé : elles sont fragiles et s'effondrent souvent. De nouvelles demeures furent reconstruites sur les débris des anciennes.
L’agriculture locale peut apparemment nourrir sa nombreuse population.
Djenné-Djeno commerça avec Tombouctou qui connut la prospérité grâce au marché du sel gemme, extrait dans le Sud du Sahara. Cité païenne, elle a été peu à peu abandonnée par ses habitants convertis à l'islam. Elle fut définitivement abandonnée vers 1400.
La ville actuelle de Djenné a coexisté avec Djenné-Djeno à partir du Ve siècle de notre ère.
Le site de Djenné-Djeno fut « fouillé » par une mission archéologique conduite par Roderick James et Susan Keech McIntosh, professeurs d'anthropologie à l’université Rice d’Houston (Texas, États-Unis), dans les années 1970 et 1980. On y trouve en abondance des tessons de poterie fabriqués avec la glaise du fleuve. Retrouvée à environ cinq mètres de profondeur, au plus ancien niveau d'occupation de la ville disparue, une jatte d'argile date du IIIe siècle avant notre ère. C'est le plus ancien objet retrouvé sur le site.
Des pièces archéologiques très variées (perles, bagues, figurines, instruments de pêche, couteau, tête de harpon, hameçon, fer de lance...) font de Djenné-Djeno le plus ancien site de l'âge du fer retrouvé en Afrique noire.
Les plus anciennes attestations de la domestication du riz africain (Oryza glaberrima) proviennent du site de Djenné-Djenno et remontent entre 300 et 200 ans avant Jésus-Christ.

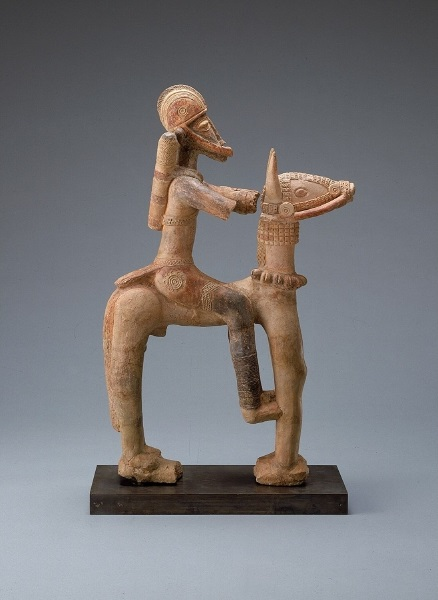
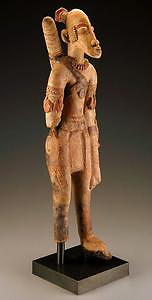
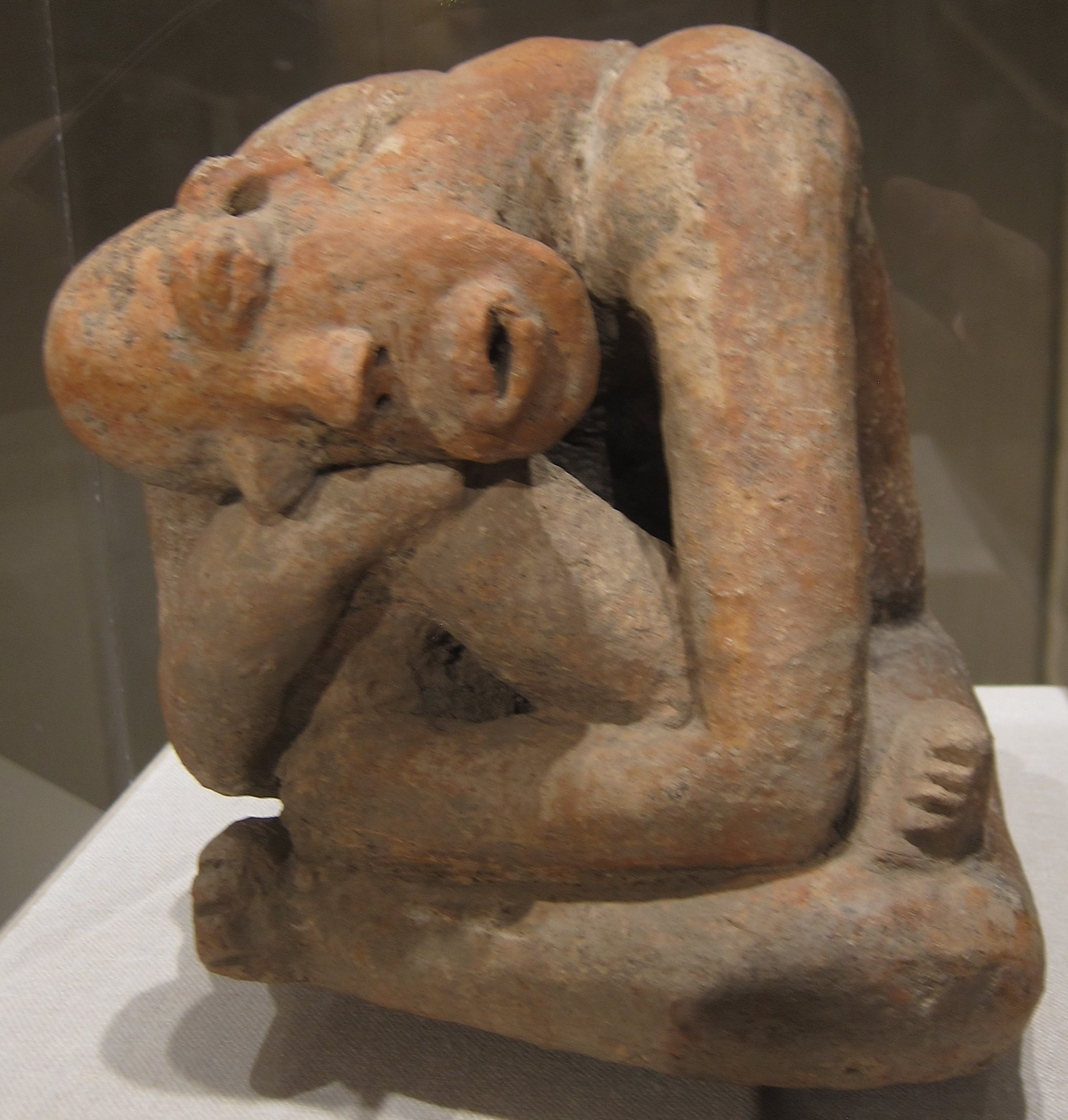
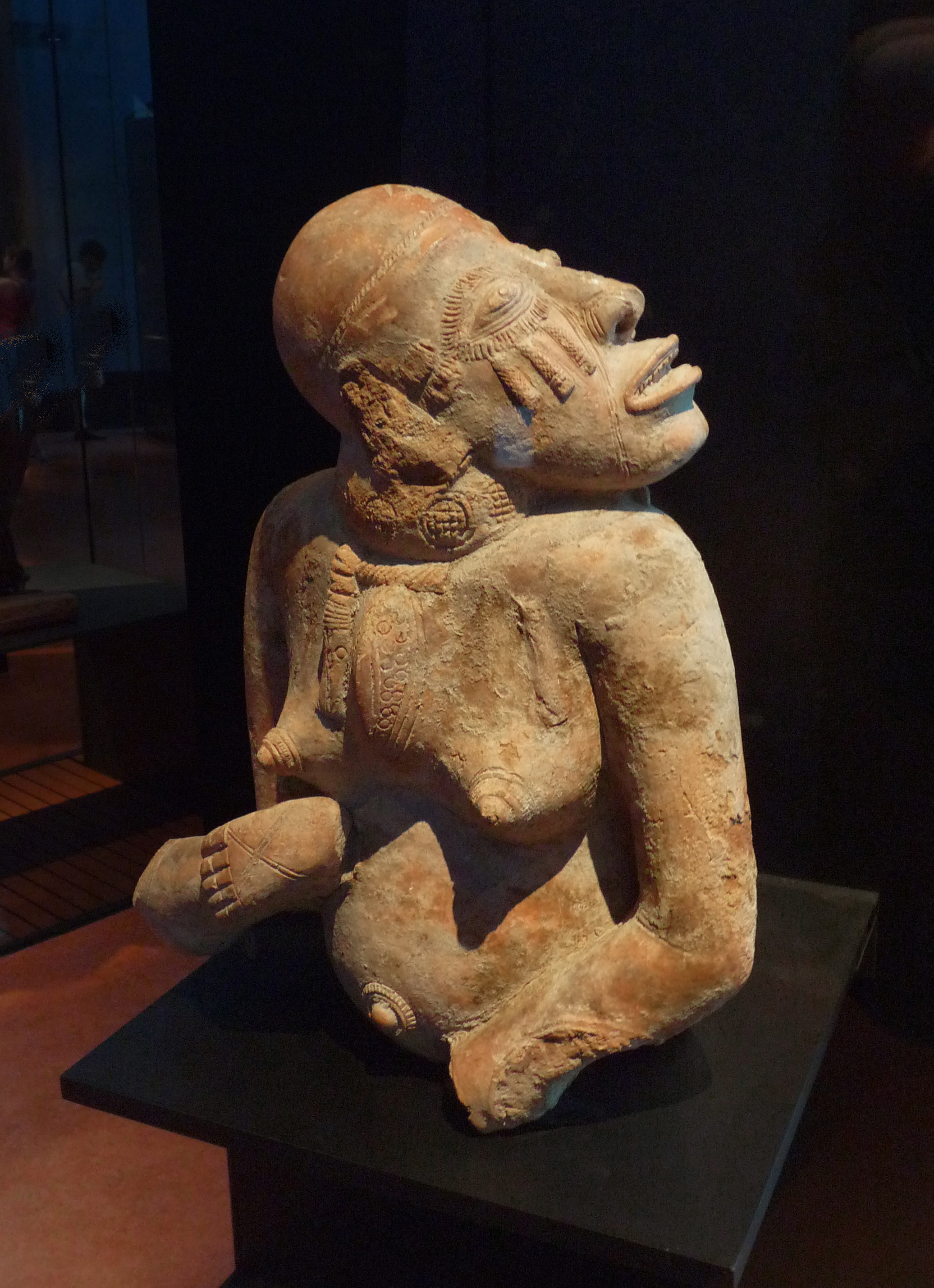

## références
1. ↑  (en) Megan Sweeney, Susan McCouch, « The Complex History of the Domestication of Rice », Ann Bot., vol. 100, no 5,‎ octobre 2007, p. 951–957 (DOI 10.1093/aob/mcm128, lire en ligne, consulté le 11 mars 2018).